# 城区街道 (泾川县)
城区街道，是中国甘肃省平凉市泾川县下辖的一个乡镇级行政单位。

## 行政区划
城区街道共辖以下地区：
东街居委会、北街居委会、南街居委会。